# Tachytrechus bellus
Tachytrechus bellus är en tvåvingeart som först beskrevs av Aldrich 1902.  Tachytrechus bellus ingår i släktet Tachytrechus och familjen styltflugor. Inga underarter finns listade i Catalogue of Life.